# Hotel Ross
El Hotel Ross es un antiguo hotel en la ciudad chilena de Pichilemu. Fue creado por Agustín Ross Edwards en 1885 y remodelado en diciembre de 1987. 
El parque está ubicado en la Avenida Agustín Ross, frente al Centro Cultural y Parque. El hotel fue originalmente llamado Gran Hotel Pichilemu. Aunque el hotel, uno de los más antiguos de Chile, todavía está parcialmente abierto para los huéspedes, se encuentra en un estado de gran deterioro.

Cuando él llegó, acá no había nada. Un par de casas, cuando mucho. Él fue dando forma al pueblo, él le dio aires europeos. Mire esas balaustradas que adornan la costanera o las que bordean el parque, son las mismas que don Agustín vio en Biarritz
Jaime Parra, exadministrador del hotel Ross.

Es un Monumento Nacional de Chile, como parte de la zona típica del Sector de Pichilemu.